# Środa Śląska (gromada)
Środa Śląska – dawna gromada, czyli najmniejsza jednostka podziału terytorialnego Polskiej Rzeczypospolitej Ludowej w latach 1954–1972.
Gromady, z gromadzkimi radami narodowymi (GRN) jako organami władzy najniższego stopnia na wsi, funkcjonowały od reformy reorganizującej administrację wiejską przeprowadzonej jesienią 1954 do momentu ich zniesienia z dniem 1 stycznia 1973, tym samym wypierając organizację gminną w latach 1954–1972.
Gromadę Środa Śląska z siedzibą GRN w mieście Środzie Śląskiej (nie wchodzącym w skład gromady) utworzono 1 stycznia 1960 w powiecie średzkim w woj. wrocławskim z obszarów zniesionych gromad: Chomiąża (wsie Jastrzębce i Lipnica), Wilczków (wieś Proszków), Święte (wsie Przedmoście, Święte i Komorniki) i Kryniczno (wsie Chwalimierz, Juszczyn i Jugowiec) w tymże powiecie. Dla gromady ustalono 27 członków gromadzkiej rady narodowej.
Gromada przetrwała do końca 1972 roku, czyli do kolejnej reformy gminnej. 1 stycznia 1973 w powiecie średzkim utworzono gminę Środa Śląska.